# Неганов, Василий Иванович
Василий Иванович Нега́нов (17 [29] декабря 1899, Рожки, Вятская губерния — 28 декабря 1978, Ленинград) — кораблестроитель, конструктор судов с атомными энергетическими установками, Главный конструктор первого в мире атомного ледокола «Ленин» и других кораблей, участник Гражданской войны, доктор технических наук, Герой Социалистического Труда.

## Биография
Родился 17 (29 декабря) 1899 года в селе Рожки (ныне Малмыжский район, Кировская область) в крестьянской семье. В 1911 году после окончания сельской школы поступил в Малмыжскую прогимназию, в которой учился до 1919 года, но окончить не успел в связи с началом Гражданской войны.

### В годы Гражданской войны
В 1919 году записался добровольцем в ряды Красной Армии, служил рядовым батальона связи 21-й стрелковой дивизии. Участвовал в боях на Восточном фронте, затем на Юго-Восточном. Заболел сыпным тифом, три месяца находился в госпитале. После выздоровления был направлен в учебную команду специалистов связи. Служил телеграфистом, затем линейным надсмотрщиком, был назначен начальником телеграфной связи штаба 9-й Кубанской армии. Позже был преподавателем при штабе Северо-Кавказского военного округа, до 1923 года готовил связистов для РККА.
По окончании Гражданской войны поступил в Казанский политехнический институт, но в 1924 году институт был реформирован в техникум. Трудился рабочим, зарабатывал на жизнь в артели зимогоров, разгружая баржи. В 1925 году уехал из Казани в Мурманск, работал учителем физики и математики в Мурманской объединенной школе 1‑й и 2‑й ступени.

### Кораблестроитель
В 1926 году по путевке Мурманского губкома ВЛКСМ поступил в Ленинградский политехнический институт на кораблестроительный факультет. С 1928 года, параллельно с учёбой в институте, работал в конструкторском бюро Балтийского завода, принимал участие в проектировании первых океанских кораблей-лесовозов. По разработанному проекту с его участием, в Ленинграде в 1930—1935 годах было построено более 20 таких лесовозов.
В 1931 году окончил институт и был назначен в центральное конструкторское бюро по проектированию транспортных судов «Судопроект» старшим инженером-конструктором. В июле 1934 года вернулся на Балтийский завод, назначен начальником секции, затем стал заместителем начальника отдела, главным конструктором ЦКБ № 4 завода. Участвовал в проектировании корпусов для новых тяжелых ледоколов и линейных кораблей типа «Советский Союз». В 1940 году за создание первого советского арктического линейного ледокола «И. Сталин» (в 1961 году переименован в «Сибирь») ему было присвоена Сталинская премия.
В годы Великой Отечественной войны (с 1942 года) являлся членом правительственной закупочной комиссии СССР в США по ленд-лизу, занимался вопросами приемки приобретённых судов. С 1946 года работал главным инженером конструкторского бюро. Был главным конструктором ледокола проекта 90. В 1948 году руководил испытаниями портового ледокола «Илья Муромец» (проекта 97К). В 1949 году был назначен начальником и главным конструктором специального Конструкторского бюро № 194 (СКБ-194).

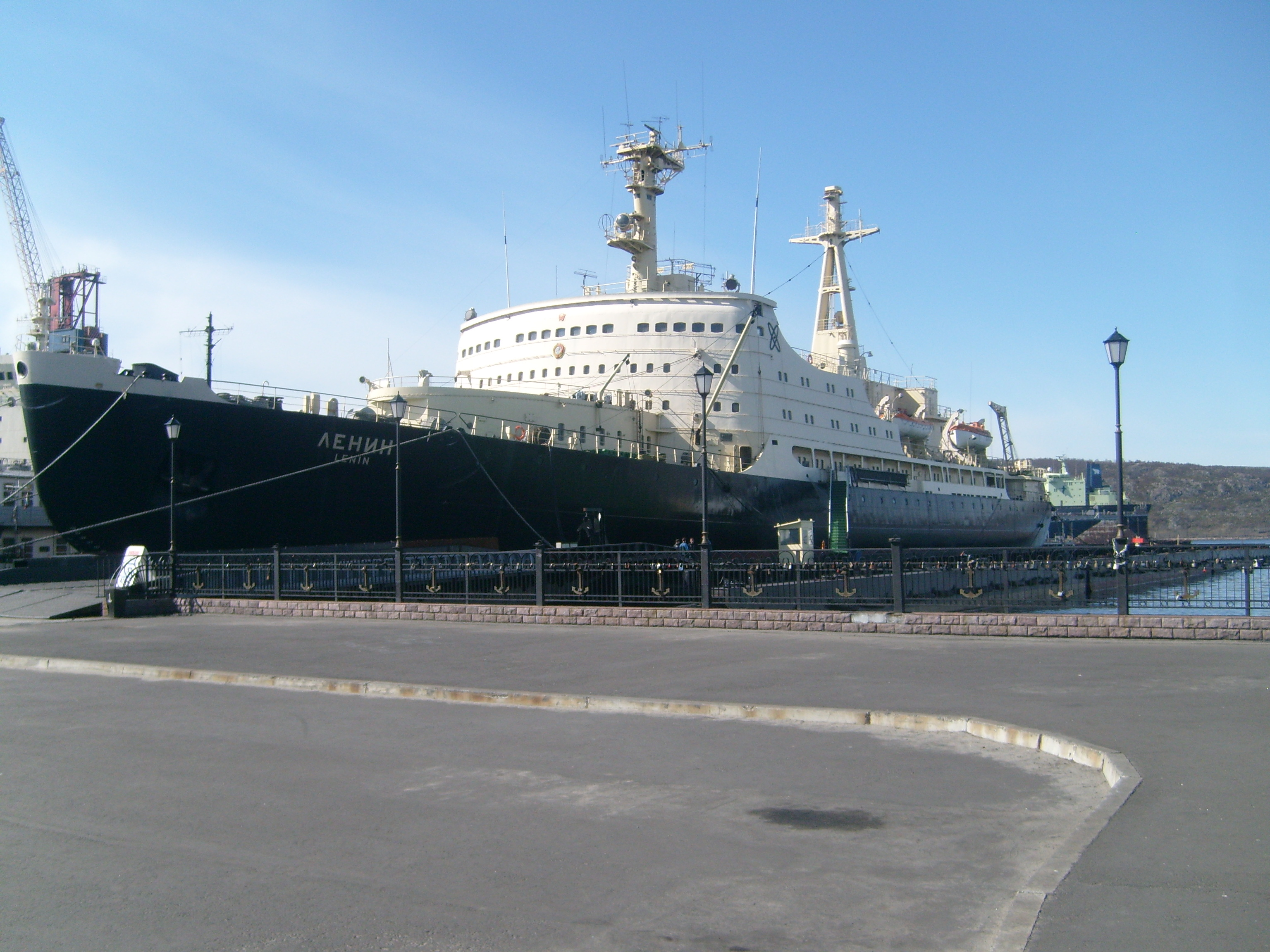
Атомный ледокол «Ленин».
Главный конструктор В. И. Неганов

В 1950-е годы возглавил группу конструкторов, работающих над проектом создания сторожевого корабля типа «Горностай», а также ледокольного варианта пограничного сторожевого корабля «Пурга». Наработки В. И. Неганова по проектированию ледокольных судов с дизель-электрической силовой установкой были реализованы на серии дизель-электрических ледоколов типа «Москва», построенных по заказу СССР в Финляндии в 1960-х годах.
В 1952 году Неганов руководил конструкторским бюро в Калининграде. В 1952—1953 годах был главным конструктором сторожевого корабля «Сарыч».
В 1953 году вернулся в Ленинград и в 1954 году был назначен главным конструктором первого в мире атомного ледокола «Ленин», который был построен на судостроительном заводе им. А. Марти в Ленинграде и спущен на воду 5 декабря 1959 года. Конструкторские разработки В. И. Неганова были использованы при строительстве ледоколов типа «Арктика» (проект 10520).
Указом Президиума Верховного Совета СССР от 14 мая 1960 года Неганову Василию Ивановичу присвоено звание Героя Социалистического Труда с вручением ордена Ленина и золотой медали «Серп и Молот».
В 1962 году Неганов защитил докторскую диссертацию. В 1969 году вышел на пенсию.
Умер 28 декабря 1978 года. Похоронен в Ленинграде на Большеохтинском (Георгиевском) кладбище.

## Награды и премии
- Герой Социалистического Труда с вручением медали «Серп и Молот» (14 мая 1960);
- два ордена Ленина
- орден Трудового Красного Знамени;
- орден Красной Звезды;
- медали[2].
- Сталинская премия первой степени (10 апреля 1942) — за разработку проектов боевых кораблей[2];